# Zgornja Jablanica
Zgornja Jablanica je naselje v Občini Šmartno pri Litiji.V naselju živi 96 prebivalcev. Vas je strnjena v dolini Jablaniškega potoka med gozdnatimi pobočji. Pod vasjo se izliva potok Reka .Od Kostrevniške doline jo loči gozdnato gričevje Seč. Travniki in njive ležijo ob potoku, na pobočju je nekaj manjših vinogradov. Prevladujeta sadjarstvo in živinoreja.

## Zgodovina
Na razgledni točki v spodnjem delu vasi stoji baročna cerkev sv. Ane, vpisana leta 1526 »zu Abfaltern«. Plemiški rod Apfaltrerjev je bil v tistem času zaščitnik fare na Polšniku ter lastnik gradu Roje v Šmartnem.  V Zg. Jablanici je ohranjenih precej dvojnih kozolcev (toplarjev). V dobi Rimskega cesarstva so tu kopali predvsem cink, (od l. 1877 tudi svinec), zato je tu tudi arheološko najdišče. Vaško središče predstavlja Majčeva kašča, kjer so se zbirali vaški fantje in prepevali. Pred in po drugi sv. vojni je bila med Jablančani zelo priljubljena dramska dejavnost. V gasilskem domu so se pogosto zbrali in igrali ljudske igre. Med Spodnjo in Zgornjo Jablanico pride na dan topel izvir. Ob strugi so perice prale perilo v času kolin pa tudi čreva za klobase. Studenc je bil tudi rastišče vodne kreše, ki so jo pozimi nabirali za zimsko solato. V 60-ih letih so nad cesto raziskovali izvir za zagotovitev vodne oskrbe Litije, ampak niso našli glavne vodne žile. Proso je bilo nekdaj eno glavnih žit, ki so jih sejali vzdolž cele dolini. Za mletje prosa niso uporabili mlinskih kamnov, pač pa stope – višja lesena posoda v katero je zvrha na zrnje padal kij in ga drobil. Vaščani so se tega opravila običajno lotili skupaj ter se obenem še podružili.

## Znamenitosti

### Cerkev sv. Ane v Zgornji Jablanici
Na razgledni točki v spodnjem delu Zg. Jablanice stoji baročna cerkev sv. Ane. Domneva se, da je pred njo na istem mestu stala kapela, posvečena okoli leta 1520, a kasneje porušena. Zidava sedanje cerkve v Jablanici datira v leto 1755. Letnica je vdolbena v kamen na pročelju cerkve ob zvoniku. Cerkev je zidana v potegnjenem osmerokotniku,obenem pa so zidali tudi stolp. Vsako leto v Zg. Jablanici praznujejo god zavetnice cerkve, sv. Ane. T.i. žegnanje je navadno prvo nedeljo po 26. juliju. Podružnična cerkev v Zg. Jablanici je posvečena sv. Ani, Marijini materi. O njej lahko beremo samo v apokrifnih spisih. Za svojo zavetnico jo imajo matere, vdove, delavke, gospodarice, rudarji.
Na Slovenskem je bila sv. Ana tudi priprošnjica za srečno zadnjo uro, zato so ji posvečali pokopališke cerkve in kapele. Tudi omenjena cerkev je zatorej pokopališka. V Sloveniji je sv. Ani posvečenih 55 farnih in več podružničnih cerkva, skupaj več kot 70. Priljubljenosti sv.Ane pričajo tudi krstna imena saj je bilo v Avstroogrski v 19. stol.  ime Ana bolj priljubljeno kakor pa ime Marija.

## Zanimivosti

### Območje Nature 2000
Že omenjena cerkev ima še eno posebnost in sicer to, da v njenem zvonik je domujejo netopirji. Gre za vrsto mali podkovnjak , ki je ogrožena živalska vrsta, zato je območje cerkve in bližnjih bukovih gozdov uvrščeno v območje Nature 2000.

### Štartna točka pohoda
Pri gasilskem domu v Zgornji Jablanici se od leta 2004 vsako leto  na pot okoli Jablaniške doline odpravijo pohodniki iz cele Slovenije.